# Pericoma kugleri
Pericoma kugleri és una espècie d'insecte dípter pertanyent a la família dels psicòdids que es troba a Àsia: Israel.